# Хохо
Хохо (на английски: Hhohho) е район в северозападната част на Есватини, с площ 3569 km2 и население 323 000 (2007). Административен център е град Мбабане.

## Население
| 1986                         | 178 936 | 26,27%  |
| 1997                         | 262 203 | 27,15%  |
| 2007                         | 263 761 | 27,66%  |
| 2009                         | 201 881 | -23,46% |
| * Източник: World Gazetteer. |         |         |

Средната гъстота на населението е 90,50 д/km2 (2007)